# Verbandsliga 1921-1922
L'edizione 1921-22 della Verbandsliga vide la vittoria finale dell'Amburgo, che, dietro la raccomandazione del Deutscher Fußball-Bund, rinunciò al titolo.
Capocannoniere del torneo fu Hans Semmler (FC Wacker Monaco), con 3 reti (in una sola partita).

## Partecipanti
| Squadra                    | qualificata come                                        |
| FC Titania Stettino        | In rappresentanza del Baltischen Rasensport-Verbandes   |
| FC Viktoria Forst          | In rappresentanza del Südostdeutschen Fußballverbandes  |
| Norden-Nordwest Berlin     | Campione del Verbandes Brandenburger Ballspielvereine   |
| SpVgg 1899 Lipsia-Lindenau | Campione del Verbandes Mitteldeutscher Ballspielvereine |
| Amburgo                    | Campione del Norddeutschen Fußballverbandes             |
| Arminia Bielefeld          | Campione del Westdeutschen Spielverbandes               |
| Wacker Monaco              | Campione del Verbandes Süddeutscher Fußballvereine      |
| Norimberga                 | Detentore del titolo                                    |

## Fase finale

### Quarti di finale
| SpVgg 1899 Lipsia-Lindenau | 0 – 3 | Norimberga |

| SV Norden-Nordwest 98 Berlino | 1 – 0 | FC Viktoria Forst |

| Amburgo | 5 – 0 | FC Titania Stettino |

| FC Wacker Monaco | 5 – 0 | TG Arminia Bielefeld |

### Semifinali
| Norimberga | 1 – 0 | SV Norden-Nordwest 98 Berlino |

| Amburgo | 4 – 0 | FC Wacker Monaco |

### Finale
| Amburgo | 2 – 2 dts | Norimberga |

| Amburgo | 1 – 1 dts | Norimberga |

## Verdetti
- Amburgo SV campione della Repubblica di Weimar 1921-22, rinuncia al titolo.